# Murphydium foliatum
Genre
Espèce
Murphydium foliatum, unique représentant du genre Murphydium, est une espèce d'araignées aranéomorphes de la famille des Linyphiidae.

## Distribution
Cette espèce se rencontre au Kenya et en Somalie.

## Publication originale
- Jocqué, 1996 : Notes on African Linyphiidae (Araneae) V. Murphydium, a new genus from East-Africa. Bulletin et Annales de la Société Royale Belge d'Entomologie, vol. 132, p. 235-243.